# شعاب السقاة (خولان)

تعديل مصدري - تعديل

شعاب السقاة هي إحدى قرى عزلة الاعروش بمديرية خولان التابعة لمحافظة صنعاء، بلغ تعداد سكانها 175 نسمة حسب تعداد اليمن لعام 2004.